# Verbund (Kooperation)
Als Verbund bezeichnet man im weiteren Sinne sämtliche Kooperationen zwischen Unternehmen oder sonstigen Personenvereinigungen, die gemeinsame Interessen oder Ziele verfolgen. Von einem Verband unterscheidet er sich dadurch, dass der Verbund keine übergeordnete Organisationsstruktur hat, z. B. eine für alle Mitglieder bindende gemeinsame Geschäftsordnung.

## Allgemeines
Der Verbund ist eine Unternehmensverbindung, bei der die Unternehmen ein oder mehrere gemeinsame Interessen oder Ziele verfolgen und dabei rechtlich und meist auch wirtschaftlich voneinander unabhängig bleiben. Die Verbundpartner bilden lediglich eine wirtschaftliche Gesamtheit. Äußerlich erkennbar wird der Verbund oft durch einheitliches Corporate Design. Ein Verbund unterscheidet sich vom Verband dadurch, dass letzterer Mitglieder hat, die sich auf der Grundlage einer Satzung zusammenschließen, während der Verbund aus kooperierenden Verbundpartnern besteht. Beim Konzern verlieren die einzelnen Tochtergesellschaften ihre wirtschaftliche Selbständigkeit.

## Arten
Beim horizontalen Verbund („Querverbund“) sind die Verbundpartner auf gleicher Verarbeitungsstufe oder Handelsstufe angesiedelt, beim vertikalen gehören sie unterschiedlichen Ebenen an. Typischer horizontaler Verbund ist die so genannte Sortimentsgravitation horizontaler Zusammenarbeit von Handelsunternehmen unterschiedlicher Wirtschaftszweige mit dem Ziel, dem Verbraucher durch One-Stop-Shopping den Einkauf zu erleichtern. Auch das Gemeinschaftswarenhaus gehört zum horizontalen Verbund. Beim vertikalen Verbund unterscheidet man stufenübergreifende vorwärts- oder rückwärtsintegrierende Verbundsysteme, je nachdem, ob die Initiative für die Betriebsverbindung vom Großhandel oder vom Einzelhandel ausgeht. Neben dem Primärsektor ist beim vertikalen Verbund auch der Handel in den Verbund integriert.

## Organisation
Herrschendes Organisationsprinzip eines Verbundes ist die Dezentralisierung des operativen Geschäfts bei den autonomen und nicht weisungsgebundenen Verbundpartnern vor Ort. Die Verbundspitze ist meist wie ein Dachverband organisiert, der die Verbundpartner in Verbundfragen berät, für einheitlichen Auftritt und Außenwirkung sorgt und die Verbundstrategie festlegt.

## Rechtsfragen
Ein Verbund gilt als Wirtschaftsvereinigung, die nach § 24 GWB für ihren Verbundbereich Wettbewerbsregeln aufstellen darf. Diese bestimmen das Verhalten von Verbund-Unternehmen im Wettbewerb zu dem Zweck, einem den Grundsätzen des lauteren oder der Wirksamkeit eines leistungsgerechten Wettbewerbs zuwiderlaufenden Verhalten im Wettbewerb entgegenzuwirken und ein diesen Grundsätzen entsprechendes Verhalten im Wettbewerb anzuregen.

## Wirtschaftliche Aspekte
In der Betriebswirtschaftslehre ist der Verbundeffekt „die Auswirkung der Zugehörigkeit eines Gliedbetriebes zu einem Verbund“. Verbundeffekte ergeben sich aus der Produktion von mehr als einem Produkt auf der Grundlage einer gemeinsamen, nicht konkurrierenden Nutzung von Produktionsfaktoren, wobei die Vorteile eines Verbundes insbesondere aus Verbundeffekten bestehen. Der Verbundeffekt wirkt sich durch eine größere Wertschöpfungskette als bei jedem einzelnen Verbundpartner aus, zudem können Synergieeffekte und Kostenvorteile entstehen. Im Gegensatz zu Skaleneffekten sind Verbundeffekte nicht auf die Betriebsgröße zurückzuführen, sondern auf eine größere Produktpalette (produktorientierte Verbundeffekte) und größere räumliche Ausdehnung (regionale Verbundeffekte).
Zu den heutigen Verbundsystemen gehören insbesondere Joint-Ventures und strategische Allianzen. Zu letzteren zählen die Apothekenkooperation, Bibliotheksverbund, Einkaufsgemeinschaft, genossenschaftliche FinanzGruppe Volksbanken Raiffeisenbanken, S-Finanzgruppe oder der regionale Verkehrsverbund. Bekanntester Verbund ist die ARD.
Das Verbundsystem der S-Finanzgruppe beispielsweise besteht aus der DekaBank Deutsche Girozentrale, den Landesbanken, Sparkassen, Sparkassen Broker, der DSV-Gruppe (Deutscher Sparkassenverlag), den Landesbausparkassen, Deutsche Leasing, öffentlichen Versicherern sowie weiteren Unternehmen. Es bildet einen dreistufigen vertikalen Verbund, wobei eine einzelne Sparkasse bestimmte Finanzdienstleistungen nicht selbst erbringen kann oder darf, aber die Kundenbindung durch andere Unternehmen des Verbundes im Wege der Kooperation erhalten bleibt. Zu den Verbundgeschäftsfeldern des Sparkassensektors zählen unter anderem das Bauspargeschäft und die Immobilienfinanzierung, das Investmentgeschäft, das Leasing- und Factoring-Geschäft, der Metakredit und das Versicherungsgeschäft. Das Verbundziel ist die Bildung einer Allfinanz-Gruppe, um die „Finanzierung aus einer Hand“ zu gewährleisten.
Die Komplexität der Verbundsysteme leitet sich von der Anzahl der Verbundpartner auf horizontaler und vertikaler Ebene und von der Vielfalt der finanziellen, personellen und Leistungsbeziehungen der Partner her. Durch eine verbundbedingte Bündelung von mehreren Produkten können sachliche, räumliche oder zeitliche Verbundeffekte erzielt werden. Beispielsweise können in der chemischen Industrie die Abfallstoffe eines Produktionsprozesses gleichzeitig Vorleistungsgüter in einem anderen Produktionsprozess sein. Jeder Verbundpartner nutzt beim selben Kunden sein eigenes Marktpotenzial, so dass der Kunde aus dem Verbundsystem nicht abwandern muss.

## Verbundwirtschaft
Unter Verbundwirtschaft versteht man eine meist technisch-organisatorische Wirtschaftsform, bei der sich zur Verbesserung der Wirtschaftlichkeit oder Rentabilität zwei oder mehr Unternehmen zwecks enger Zusammenarbeit verbinden. Bei horizontaler Verbundwirtschaft werden Unternehmen der gleichen Verarbeitungsstufe gekoppelt wie beispielsweise Elektrizitätswerke, denn bei diesen hat die Kenntnis von der Grund- und Spitzenlast zur Verbundwirtschaft geführt. Bei vertikaler Verbundwirtschaft entsteht eine Kopplung der Produktionsprozesse verschiedener Verarbeitungsstufen wie etwa in der Montanindustrie.